# الضفدع السام الأخضر والأسود
الضفدع السام الأخضر والأسود (Dendrobates auratus)، والمعروف أيضا باسم ضفدع السهام الأخضر والأسود السام وغيرها العديد من الأسماء الأخرى، و هو فرد من رتبة الضفادع الأصلية ذوات الألوان الساطعة والتي تتوزع في وسط أمريكا وأجزاء شمال غرب أمريكا الجنوبية. كما أدخل هذا النوع أيضاً إلى هاواي. يعد هذا الضفدع الأكثر تغيراً من بين جميع الضفادع السامة شبيه بالضفادع من نوع ضفدع السهم السام وبعض الضفادع من جنس (Oophaga spp). يعتبر الأقل مدعاة للقلق للمحافظة عليه من الانقراض من قبل الاتحاد الدولي للحفاظ على الطبيعة.

## الوصف
لدى الضفدع السام الأخضر والأسود مظهر نموذجي لأفراد عائلته حيث يبلغ متوسط الذكور 0.75 بوصة (1.9 سم)، في حين أن الإناث أكبر قليلاً، بمتوسط بوصة أو أطول. عادة ما يكون للضفدع السام الأخضر والأسود لون النعناع الأخضر. ومع ذلك، يمكن أن تكون هذه الضبغة أيضًا بلون الغابة أو ليمونًا أو أخضراً زمرديًا أو فيروزيًا أو حتى كوبالت أزرق أو أصفر باهت. عادة ما يختلط مع هذا اللون الأخضر بقع داكنة اللون، تتراوح من لون الخشب البني إلى الأسود. إن الضفدع السام الأخضر والأسود واحد من أكثر أنواع الضفادع السامة المتنوعة في المظهر بعضها يحتوي على بقع السوداء أو البنية مستديرة، أو غيرها على شكل لطخات، أو لديها «نقاط» سوداء، مثل الضفدع (Oophaga sylvaticus).

## التوزيع
عثر على الضفدع السام الأخضر والأسود في الأراضي المنخفضة الرطبة من جنوب شرق نيكاراغوا على المنحدر الأطلسي وجنوب شرق كوستاريكا على ساحل المحيط الهادئ عبر بنما إلى شمال غرب كولومبيا (مقاطعة شوكو ). في عام 1932 تم إدخال مجموعات منها إلى أوهايو؛ من أجل مكافحة البعوض. يبدو أن هذه الأنواع أصبحت مستقرة أيضًا في جزيرة ماوي فيما بعد.

## السم
بالرغم من أن الضفدع السام الأخضر والأسود ليس الضفدع السهم الأكثر سمية، إلا أنه لا يزال حيواناً شديد السمية. فقدر ضئيل جدا من السم الذي يملكه هذا الضفدع تكفي لجعل دقات القلب البشري تتوقف عن الحركة. ومع ذلك، يمكن التعامل مع الأنواع البرية منها شرط أن يكون الشخص الذي يلمسها هادئًا ومسترخياً. فهذا الضفدع السام الأخضر والأسود لا يطلق السم إلا إذا شعر بالتهديد فقط مثل معظم الضفادع السهام السامة. كما هو الحال مع جميع الضفادع السهام السامة، يفقد الضفدع السام الأخضر والأسود سميته عندما يتم احتجازه بسبب حدوث تغييرفي نظامه الغذائي. وقد دفع هذا بعض العلماء إلى الاعتقاد بأن ضفدع السم الأخضر والأسود يأخذ سمه في واقع الأمر من العث والحشرات الأخرى التي يتغذى عليها.

## السلوك
يعتبر الضفدع السام الأخضر والأسود حيوان شبه شجري حيث أنه يصطاد ويتكاثر و ينام على الأشجار. ومع ذلك، نظراً لصغرحجمه، فإنه يعود إلى الأرض عندما يريد التنقل لعدم قدرته على القفز بعيدًا بما يكفي لتجاوزالمسافات بين الأشجار. لدى هذا الضفدع أقراص صغيرة ماصة على أطراف أصابع قدميه والتي تحدث شفطًا طفيفًا مما تجعل قبضته ملتصقه عند التسلق.

## التكاثر
على عكس جميع ضفادع السهام السامة، تجتمع ضفادع السم الأخضر والأسود في مجموعات كبيرة قبل التزاوج حيث تتشاجر حول الأراضي، وفي نهاية المطاف، يُأمن كل ضفدع ذكري مساحة صغيرة لنفسه. ثم تحاول الذكورإستمالت الإناث التي تجول بين الذكور بنداءات شبيه بأصوات التزاوج بين الطيور. بمجرد أن يلفت الذكر انتباه الأنثى، يقودها إلى الموقع الذي اختاره لوضع البيض. تضع الأنثى بيضها والذي يقوم الذكر بتلقيحه بعد ذلك. وفي غضون 14 يوماً، تفقس البيض إلى شراغيف. ثم يحضر آباؤهم، وهم الذكورعادةً، ويحملون تلك الشراغيف الملتصقة بالمخاط على ظهورهم إلى مكان مظل. ثم يقوم الوالدان بوضع الشراغيف في برك صغيرة من الماء وتتراكم في وسط البروميلاديات، وتقوم بحراسة الشراغيف بينما تتغذى على الطحالب واللافقاريات الصغيرة التي تعيش في البركة الصغيرة.

## التربية
تعتبر ضفادع السم الأخضر والأسود من الحيوانات الأليفة الغريبة نظرا لصغر حجمها، ولألوانها الزاهية، ولسلوكها المثير للاهتمام. وكما هو الحال مع جميع الضفادع، لدى ضفادع السم الأخضر والأسود بشرة قابلة للنفاذ ويجب عدم التعامل معها.